# Jedd Wider
Jedd Wider é um produtor cinematográfico. Como reconhecimento, foi nomeado ao Oscar 2013 na categoria de Melhor Documentário em Curta-metragem por Kings Point.